# 확신
확신(confidence)은 사람이나 사물을 신뢰할 수 있다는 믿음이나 신뢰의 느낌이다. 즉, 가설이나 예측이 정확하거나 선택한 행동 과정이 최선이거나 가장 효과적이라는 것이다. 과신(overconfidence)은 잠재적인 실패를 고려하지 않고 성공에 대한 지나친 믿음이다. 확신은 자기실현적 예언이 될 수 있다. 확신이 없는 사람은 부족하기 때문에 실패할 수 있고, 확신이 있는 사람은 타고난 능력이나 기술 때문이 아니라 그것을 가지고 있기 때문에 성공할 수 있기 때문이다. 우리는 고차원적 신념의 자율적 변화를 통해 거시 경제 모델을 강화하기 위한 다루기 쉬운 방법을 개발한다.
자신감(self-confidence)은 자신, 개인의 판단, 능력, 힘 등에 대한 신뢰이다. 특정 활동을 만족스럽게 완료하면 자신감이 높아지는 경우가 많다. 자신감이란 자신이 미래에 하고 싶은 일을 일반적으로 성취할 수 있다는 긍정적인 믿음을 의미한다. 자신감은 자신의 가치에 대한 평가인 자존감과는 다르다. 자신감은 보다 구체적으로 어떤 목표를 달성할 수 있는 자신의 능력에 대한 신뢰이며, 한 메타 분석에서는 자기 효능감의 일반화와 유사하다고 제안했다. 에이브러햄 매슬로와 다른 많은 사람들은 일반화된 성격 특성으로서의 자신감과 특정 과제, 능력 또는 도전에 관한 자신감(즉, 자기 효능)을 구별해야 할 필요성을 강조해 왔다. "자기 자신감"이라는 용어는 일반적으로 일반적인 성격 특성을 의미한다. 대조적으로, "자기 효능"은 심리학자 앨버트 반두라에 의해 "특정 상황에서 성공하거나 작업을 수행할 수 있는 자신의 능력에 대한 믿음"으로 정의된다.

## 같이 보기
- 자기주장훈련
- 신용 사기
- 더닝-크루거 효과
- 과대망상
- 오만 (자기애)
- 자아존중감
- 나르시시즘
- 보안
- 자기 고양적 편견
- 수줍음
- 자만